# البلد (الحيمة الخارجية)

تعديل مصدري - تعديل

البلد هي إحدى قرى عزلة بني فراص بمديرية الحيمة الخارجية التابعة لمحافظة صنعاء، بلغ تعداد سكانها 294 نسمة حسب تعداد اليمن لعام 2004.